# Bądź moim synem
Bądź moim synem (ros. Два Фёдора) – radziecki film obyczajowy z 1958 roku w reżyserii Marlena Chucyjewa.

## Fabuła
Po zakończeniu wojny radziecki weteran Fiodor powraca w rodzinne strony. Po drodze przygarnia bezprizornego chłopca, swojego imiennika. Żyjąc razem próbują odbudować swoją egzystencję. Nie jest to łatwe w zniszczonym wojną kraju, zwłaszcza że weteran Fiodor pragnie związać swoje życie z Nataszą, której nie akceptuje chłopiec.

## Odbiór
Czwarty z kolei film Marlena Chucyjewa – jednego z czołowych twórców kina radzieckiego – spotkał się z życzliwym przyjęciem krytyków. Chwalono reżysera za „wzruszającą poetyckość” i „umiejętność szkicowania związków uczuciowych między ludźmi” oraz aktorstwo Szukszyna.
Film był prawdziwym hitem kasowym – w ZSRR obejrzało go ponad 20 mln widzów.

## Obsada aktorska
- Wasilij Szukszyn – Fiodor-weteran
- Kola Czursin – Fiodor-chłopiec
- Tamara Siomina – Natasza